# Strafe
Die Strafe ist eine Sanktion gegenüber einem bestimmten Verhalten, das im Regelfall vom Erzieher, Staat oder Vorgesetzten als Unrecht bzw. als (in der konkreten Situation) unangemessen qualifiziert wird. Der Begriff der Strafe wird insbesondere in der Rechtswissenschaft, jedoch auch in Theologie, Philosophie, Psychologie und vor allem in den Erziehungswissenschaften behandelt.
In der Lerntheorie wird Strafe oder Bestrafung in zweierlei Form benutzt, als positive und als negative Strafe, und bezeichnet einfach das Gegenteil von Verstärkung. Hier bedeutet positive Bestrafung, dass auf ein bestimmtes Verhalten als Kontingenz ein unangenehmer Reiz (z. B. sozialer Druck) folgt. Negative Bestrafung bedeutet, dass auf ein bestimmtes Verhalten als Kontingenz ein angenehmer Reiz (z. B. Nahrung, Belohnung) verhindert oder versagt bzw. weggenommen wird.

## Rechtswissenschaft

### Strafzwecke
Die Rechtsordnung sieht für die Verletzung eines Rechtsguts eine schuldangemessene Strafe vor. Die Straftat löst den staatlichen Strafanspruch aus, dessen Verwirklichung der Täter zu dulden hat.
In der Regel wird Strafe heute nach der Vereinigungstheorie mit unterschiedlichen Ansätzen begründet. Sie soll

- Unrecht vergelten und Gerechtigkeit wiederherstellen (Talionsprinzip),
- den Bestraften von weiteren Straftaten abhalten (Spezialprävention),
- potentielle andere Straftäter und die Gesellschaft von der Begehung von Straftaten abschrecken (Generalprävention).

Ziel des Strafvollzugs ist die Resozialisierung des Täters.
Eine Tat kann nur bestraft werden, wenn die Strafbarkeit gesetzlich bestimmt war, bevor die Tat begangen wurde (Art. 103 Abs. 2 GG, nulla poena sine lege). Außerdem gilt das Verbot der Doppelbestrafung (Art. 103 Abs. 3 GG, ne bis in idem). Im Strafprozess entscheidet das Gericht über das Ergebnis der Beweisaufnahme nach seiner freien, aus dem Inbegriff der Hauptverhandlung geschöpften Überzeugung (§ 261 StPO). Bis zur rechtskräftigen Verurteilung gilt die Unschuldsvermutung.

### Strafrecht
Die Strafe ist der zentrale Begriff des Strafrechts. Strafe im Sinne des Strafrechts ist nach einer vorherrschenden Definition ein Übel, das einer Person, dem „Täter“, für ihr eigenes, vergangenes, tatbestandsmäßiges, rechtswidriges und schuldhaftes Handeln (Tun oder Unterlassen) von der Gesellschaft auferlegt wird und mit dem ein sozialethischer Tadel als Unwerturteil gegenüber dieser Person verbunden ist. Die Strafe setzt sich damit von den Maßregeln der Besserung und Sicherung und von der Einziehung von Taterträgen ab, für die eine tatbestandsmäßige und rechtswidrige Tat ausreicht. Ebenfalls keine Strafen im juristischen Sinne sind – anders als die eigentlichen „Geldstrafen“ (s. u.) – Geldbußen bzw. Bußgelder sowie „Ordnungsstrafen“, die daher heute in der Regel als Ordnungsmittel bezeichnet werden.
Der Begriff der Strafe als eine Sanktion, durch welche die Gesellschaft dem Täter gegenüber einen sittlichen Tadel aussendet, wurde in den Häresieprozessen des Hochmittelalters entwickelt. Sie gelangte erst im 16. Jahrhundert, zur Zeit der spanischen Inquisition, über die moraltheologische Diskussion über das Kirchenrecht (Kanonistik) in das weltliche Strafrecht (Legistik) (siehe unten Geschichte).
Nach dem Grundsatz nulla poena sine lege (keine Strafe ohne Gesetz, Art. 103 Abs. 2 GG, § 1 StGB) muss jede Strafe ihre Grundlage in einem Gesetz der Legislative haben, was im Hinblick auf die Bestimmtheit gesetzlicher Normen zahlreiche Probleme aufwirft. Daher sind die Straftatbestände heute zumeist in einem eigenen Strafgesetzbuch geregelt, z. B. im deutschen Strafgesetzbuch von 1871. In Ländern des Common Law ist das Strafrecht z. T. sehr viel verstreuter geregelt. Aber auch in Deutschland findet sich sog. Nebenstrafrecht in zahlreichen, nicht ausschließlich dem Strafrecht gewidmeten Gesetzen (z. B. im Betäubungsmittelgesetz oder in der Straßenverkehrsordnung). Das Verfahren und der Vollzug der Strafe werden in weiteren Gesetzen geregelt, etwa in Deutschland durch die Strafprozessordnung (StPO), das Strafvollzugsgesetz (StVollzG) und das Jugendgerichtsgesetz (JGG).
Welches das Ziel der Strafe ist oder sein soll, ist heftig umstritten und noch nicht abschließend geklärt (siehe Straftheorien).

#### Rechtsfolgen einer Straftat
Das Strafgesetzbuch unterscheidet:
- Strafe: knüpft an die Schuld des Täters an der Tatbegehung an
  - Hauptstrafe
    - Freiheitsstrafe (§ 38, § 39 StGB)
    - Geldstrafe (§ 40 bis § 43 StGB)

  - Nebenstrafe als Annex zur Hauptstrafe:[4] Fahrverbot zur Einwirkung auf den Täter oder zur Verteidigung der Rechtsordnung (§ 44 StGB)
  - Nebenfolgen als Rechtsfolgen sui generis:[4] Verlust der Amtsfähigkeit, der Wählbarkeit und des Stimmrechts ipso iure (§ 45 Abs. 1 StGB) oder auf Anordnung (§ 45 Abs. 2, Abs. 5 StGB)

- Maßnahmen: knüpfen an die Gefährlichkeit eines Täters an und sind präventiv auf die zukünftige Vermeidung der Straftatbegehung durch den Täter gerichtet
  - Maßregeln der Besserung und Sicherung (§ 61 StGB)
    - mit Freiheitsentziehung
      - Unterbringung in einem psychiatrischen Krankenhaus bei Schuldunfähigkeit oder verminderter Schuldfähigkeit (§ 63 StGB),
      - die Unterbringung in einer Entziehungsanstalt bei Substanzkonsumstörung (§ 64 StGB),
      - Unterbringung in der Sicherungsverwahrung bei Hang zu erheblichen Straftaten (§ 66 StGB)[5]

    - ohne Freiheitsentziehung
      - Führungsaufsicht nach Verbüßung einer Freiheitsstrafe zur Vermeidung weiterer Straftaten (§ 68 StGB),
      - Entziehung der Fahrerlaubnis bei mangelnder Eignung zum Führen eines Kraftfahrzeugs (§ 69 StGB),
      - Berufsverbot bei Straftaten unter Missbrauch des Berufs oder Gewerbes oder unter grober Verletzung der mit ihnen verbundenen Pflichten (§ 70 StGB)

  - Einziehung von Taterträgen bei Tätern und Teilnehmern (§ 73 StGB)

Das Jugendstrafrecht (JGG) sieht noch die Jugendstrafe vor. Die Vermögensstrafe (§ 43a StGB) ist vom Bundesverfassungsgericht (entgegen der Auffassung des Bundesgerichtshofs) für verfassungswidrig erklärt worden. Die Todesstrafe ist gemäß Art. 102 des Grundgesetzes abgeschafft. Körperstrafen sind in Deutschland verboten, explizit folgt dieses Verbot aus der Europäischen Menschenrechtskonvention.
Nebenfolge bei Ordnungswidrigkeiten im Straßenverkehr ist das Fahrverbot nach § 25 des Straßenverkehrsgesetzes. Dabei handelt es sich nicht um „Strafen“.
Die Bekanntgabe der Verurteilung bei Beleidigung (§ 200 StGB) oder falscher Verdächtigung (§ 165 StGB) auf Antrag des Verletzten wird von der Literatur überwiegend als Nebenfolge eingestuft, obwohl sie anders als § 45 StGB im Gesetz nicht so bezeichnet werden. Ihre Gemeinsamkeit mit § 45 StGB erschöpft sich darin, dass beide rechtshistorisch auf die Ehrenstrafen zurückgehen.

#### Straffestsetzung und Strafmaß
Strafe darf nur durch ein zuständiges Gericht, verfassungsrechtlich gesprochen: durch den gesetzlichen Richter, verhängt werden. Die Strafgerichtsbarkeit ist Teil der ordentlichen Gerichtsbarkeit. Die Entscheidung folgt dem Instanzenzug, im Allgemeinen mehrstufig von der ersten Instanz bis zu einem zuständigen Höchstgericht. Manche dieser Gerichte, bis hin zu internationalen Gerichtshöfen, können nicht die Strafe selbst revidieren, sondern nur die Schuldentscheidung.
Das Strafmaß (Deutschland: Strafzumessung, Österreich: Strafbemessung) erfolgt durch das Gericht vor allem nach der Schwere der Schuld im Bezug auf das Tatergebnis (Qualifikation der Tat) und den dafür rechtlich vorgesehenen Strafrahmen, sowie unter Berücksichtigung von Begleitumständen des Tathergangs (Erschwerungsgründe und Milderungsgründe) und mit Blick auf die Täterpersönlichkeit. Die im Einzelfall schuldangemessene Strafe stellt die absolute Höchstgrenze dar. Eine Nichtbeachtung der gesetzlichen Vorschriften bei der Strafzumessung kann Revisionsgrund sein. Außer durch ein Urteil kann auch durch manche vereinfachte Strafverfahren (wie Strafbefehle, Strafmandate) eine Strafe verhängt werden. Hierbei werden die Strafen durch Staatsanwaltschaft oder Behörden ohne Gerichtsverhandlung festgelegt. Meist kommt es erst bei einem Einspruch zu einer Hauptverhandlung.

#### Außergerichtliche Alternativen
Als Alternative zu Strafe sowie zu gängigen gerichtlichen Strafverfahren kann das Konzept Restorative Justice (Wiedergutmachungsverfahren) genannt werden, welches eine alternative Form der Konflikttransformation darstellt, etwa der außergerichtliche Täter-Opfer-Ausgleich in Deutschland oder der Tatausgleich in Österreich. Der Schadensersatz für das Opfer der Straftat, d. h. die Wiedergutmachung, ist nach überkommener Ansicht ausschließlich Sache des Zivilrechts im Adhäsionsverfahren. Nach § 46a StGB ist die Schadenswiedergutmachung durch den Täter jedoch ein Strafmilderungsgrund.
Vor Erhebung der Privatklage ist bei bestimmten Delikten ein Sühneverfahren vor einer Vergleichsbehörde (Schiedsstelle) obligatorisch (§ 380 StPO).

### „Strafen“ in anderen Rechtsgebieten

#### Zivilrecht
Zivilrechtlicher Schadensersatz für eine Rechts- oder Rechtsgutverletzung infolge einer unerlaubten Handlung sind keine staatlich verhängten Strafen, sondern gesetzliche Verpflichtungen zur Schadenswiedergutmachung des Schädigers gegenüber dem Geschädigten.
Grundsätzlich kennen das österreichische und das deutsche Zivilrecht keinen zivilrechtlichen Strafanspruch im Sinne des angloamerikanischen Rechtsinstituts der punitive damages. So legen § 1293 ff. des österreichischen ABGB als Folge widerrechtlicher Handlungen die Verpflichtung zum Schadensersatz fest. Es muss „alles in den vorigen Stand zurückversetzt“ werden (§ 1323 AGBG). Eine ähnliche Regelung findet sich in § 823, § 249 BGB. Dieser Grundsatz ist als Naturalrestitution bekannt. Soweit Schmerzensgeldansprüche vorgesehen sind (§ 253 BGB, § 1325 ABGB) sind diese nicht als Strafe, sondern dazu, dem Verletzten Genugtuung für erlittenes Unrecht und einen Ausgleich für erlittene Schmerzen zu verschaffen und nicht der Bestrafung des Täters. Der Unterschied zwischen dem Recht des deutschen Rechtskreises und dem angloamerikanischen begründet sich in der deutlicheren Unterscheidung im deutschsprachigen Rechtskreis zwischen zivilem und öffentlichem Recht.
Allerdings können Strafen vertraglich vereinbart werden, entsprechende Strafen stellen dann vertragliche Ansprüche dar. Im bürgerlichen Recht ist die Vertragsstrafe (auch Konventionalstrafe genannt) bekannt. Sie muss jedoch individualvertraglich (nicht nur in allgemeinen Geschäftsbedingungen) ausbedungen werden, andernfalls ist ihre Vereinbarung unwirksam. Ist die vereinbarte Vertragsstrafe unverhältnismäßig hoch, kann die richterliche Herabsetzung beantragt werden; dies gilt jedoch nicht für das Handelsrecht (§ 348 HGB).
Innerhalb von Vereinen sind auch sogenannte Vereinsstrafen, also Sanktionen gegenüber Vereinsmitgliedern möglich. Zivilrechtlich sind solche Strafen auf die Ordnungsgewalt aufgrund der Vereinssatzung zurückzuführen. Diese kann auch eine Schiedsgerichtsbarkeit innerhalb des Vereins vorsehen.
Das in § 888 ZPO oder § 35 FamFG vorgesehene Zwangsgeld ist nicht als Strafe gedacht, sondern als Beugemittel, um jemanden zur Vornahme einer Handlung zu zwingen.

#### Disziplinarrecht
Dienstvergehen können im Beamten- und Soldatenrecht mit einer Disziplinarstrafe geahndet werden. Auch bestimmte Standesregeln sehen Sanktionen für pflichtwidriges berufliches Verhalten vor, beispielsweise die Bundesrechtsanwaltsordnung (§ 113, § 114 BRAO). Das Verhältnis zu staatlichen Strafen wegen desselben Verhaltens ist spezialgesetzlich geregelt, z. B. in § 14 Bundesdisziplinargesetz oder § 115b BRAO. 

#### Europarecht
Die Strafgelder der Europäischen Kommission sind als Ordnungsgelder keine Strafen im eigentlichen Sinne.

#### Völkerrecht
Reparationen sind Schadensersatzzahlungen für ein völkerrechtswidriges Verhalten von Staaten. Die Repression von Staaten durch Reparationen, die den Schaden übersteigen, ist völkerrechtswidrig. Ausnahmsweise rechtmäßige Reaktionen auf völkerrechtliches Unrecht werden Repressalie genannt.
Der Versuch, ein Völkerstrafrecht zu etablieren, begann nach 1945 mit den Nürnberger Prozessen. Der Internationale Strafgerichtshof in Den Haag ist zuständig für die Bestrafung von Einzelpersonen bei Völkermord, Verbrechen gegen die Menschlichkeit, Verbrechen der Aggression und Kriegsverbrechen.

## Philosophie
Die Frage nach der Legitimität von Strafe beantworten Straftheorien. Sie orientieren sich in der Regel am Strafzweck bzw. an moralischen Vorstellungen.
Zur philosophischen Diskussion siehe auch: Cesare Beccaria, Anselm von Feuerbach, Franz von Liszt, Immanuel Kant.

## Psychologie
Der Behaviorismus versteht seit Thorndike und Skinner unter Strafe die Präsentation eines unangenehmen Reizes (sog. positive Bestrafung) oder die Entfernung/Vorenthaltung eines angenehmen Reizes (sog. negative Bestrafung). In Experimenten mit Ratten habe sich gezeigt, dass mit der Strafe Verhalten unterdrückt und neues Verhalten aufgebaut werden könne. Die Unterdrückung sei dann besonders erfolgreich, wenn ein alternatives Verhalten zur Wahl gestellt werde. Damit Strafe das unerwünschte Verhalten effektiv abbaut, müssen bestimmte Bedingungen erfüllt sein. Dazu gehören:
- Sie muss erkennbar mit dem Verhalten zusammenhängen, also u. a. zeitnah erfolgen.
- Die Strafe muss jedes Mal erfolgen, wenn das unerwünschte Verhalten gezeigt wird (nicht nur sporadisch).
- Die Strafe muss von Anfang an massiv sein, stufenweises Steigern funktioniert nicht.
- Es muss eine alternative, erwünschte Verhaltensweise möglich sein und verstärkt werden.[16]

Kurt Lewin legt dar, dass die Strafandrohung Erzieher und Kind in eine Situation hineinmanövriere, in der sich beide als Feinde betrachteten. Das Kind versuche auch außerhalb von Strafsituationen, einen Kampf gegen den Erwachsenen zu führen, um dessen Macht zu mindern.
Die Kognitive Psychologie hat gezeigt, dass harte Strafen oft nicht wirken. Zum einen, weil sie Widerstand provozieren, zum anderen, weil sie als externe Rechtfertigung nur solange funktionieren, wie der Strafende anwesend ist. Dauerhafte Verhaltensänderungen erfordern interne Rechtfertigungen, siehe Kognitive Dissonanz in der Pädagogik. Ein Problem der Anwendung von Strafen ergibt sich auch aus dem Umstand, dass das Strafen allein nicht zwangsläufig die Alternative zum bestraften Verhalten deutlich oder wahrscheinlich macht. Der Bestrafte erhält also keine Gewissheit über Möglichkeiten alternativer Verhaltensweisen, deren Bestrafung unterbleibt oder weniger wahrscheinlich wird.
Nach einer Untersuchung des Kinderschutzbundes von 1979 im Raum Bielefeld neigen Eltern häufiger zu strengeren Bestrafungen, als sie es selbst glauben. Mehr als die Hälfte der befragten Eltern reagierten bei einer Kontrolle mit machtorientierten Maßnahmen wie Prügel, Entzug von Privilegien, Objekten und Taschengeld, Verboten, Arrest und Anschreien. Sie reagierten stärker, sobald sie sich durch das Verhalten der Kinder selbst gestört fühlen. Ein Kind z. B., das die Situation unerwartet eskaliert, indem es zurück schreit, wird stärker bestraft als ein Kind, das ein schwächeres verprügelt hatte.
Lotte Schenk-Danzinger sagt, dass jüngere Kinder andere Strafen bevorzugten als ältere. Jüngere bevorzugten Sühnestrafen, deren Zusammenhang mit der Tat nicht ersichtlich ist, während Ältere lieber den Zusammenhang mit der Tat sähen. Ferner glaubten jüngere Kinder, strenge Strafen besserten ein Kind, während ältere die Belehrung bevorzugten. Bis zum 10. Lebensjahr werde die kollektive Strafe kameradschaftlich mitgetragen. Kinder ab 10–12 Jahren lehnten diese Form der Sanktionierung allerdings ab. Kenne der Erziehende den Schuldigen nicht, dürfe auch niemand bestraft werden. Die Bestrafung eines Nicht-Schuldigen sei demzufolge ungerechter als die Nichtbestrafung eines Schuldigen.
Von Bedeutung ist auch die zeitliche Distanz zwischen Verhalten (Reaktion) und aversivem Ereignis: Je kürzer diese ist, umso wirkungsvoller ist der aversive Reiz (Kontiguität). Strafen also, die irgendwann nach einem Verhalten gegeben werden, haben wenig oder kaum Wirkung. Die Strafe muss zeitnah erfolgen, wenn sie eine beabsichtigte Wirkung haben soll.
Die Autoren des Meyers Kleines Lexikon Psychologie halten die Strafe aus ethischen Gründen und wegen unsicherer Konsequenzen für den Bestraften für zweifelhaft. Zudem werde Strafe (und Lohn) in der Erziehungspraxis häufig unreflektiert eingesetzt. Statt Bestrafungen sollten Lohn und Anerkennung im Erziehungsprozess eine größere Rolle spielen.

## Soziologie
Die „soziale Strafe“ zielt vereinfacht entweder auf den „Ausschluss aus der Gesellschaft“ oder zumindest auf eine „Marginalisierung“ als Meidung des Täters. Das Scherbengericht (Ostrazismus) auf dem Forum des antiken Athen, steht Modell für diese Art der politisch-demokratischen Verbannung eines wichtigen und mächtigen Mitgliedes der Gemeinschaft. Sklaven und Fremde fielen deshalb nicht unter diese Art von Recht. Zudem beinhalten Ausschluss und Meiden eine Schwächung des sozialen Nahfeldes des Betroffenen.
„Aus der Sicht der Verbannung ersetzt die heutige Strafgefangenschaft in den Vollzugsanstalten den Ausschluss aus der Gesellschaft durch den Einschluss in der Gesellschaft.“

## Erziehungswissenschaft
In der Erziehung bzw. in den entsprechenden Wissenschaften galt die Strafe seit Jahrhunderten als probates Mittel der Erziehung. Erst in den letzten Jahrzehnten werden in Erziehungskonzepten bzw. in Erziehungswissenschaften und Erziehungsinstitutionen Alternativen diskutiert, nicht zuletzt beeinflusst durch die Auswertung konkreter Befunde aus Psychologie und anderen Wissenschaften.
Das Wörterbuch der Erziehung von 1997 hält Strafe grundsätzlich für ein ungeeignetes Erziehungsmittel. Strafe könne eine Zeit lang ein bestimmtes Verhalten unterdrücken, es aber auf lange Sicht nicht beseitigen. Als Revanche eigne sich Strafe nicht. Strafe bewirke aggressives Verhalten, Groll, Misstrauen, Hass und Rebellionsneigung; sie verfehle damit ihre Intention. Strafen hätten folgende grundsätzliche Makel:
- Strafen sagen nichts über die notwendige Verhaltensänderung.
- Strafen würden häufig im Affekt gegeben, was für schlechte intellektuelle Durchdringung des Problems bedeute.
- Der thematische Zusammenhang fehle.
- Strafen drängten den Bestraften zu oft in den Zusammenhang von Frustration und Aggression.
- Strafen haben unabsehbare emotionale Nebenwirkungen.[25]

### Formen der Strafe
Neben der körperlichen Züchtigung werden von einigen Autoren zu den Strafen gezählt: ein schlechtes Gewissen machen, verletzen, auslachen, anklagen, ironisieren, herabsetzen, drohen, gehässig kritisieren, triumphierend provozieren, Vorwürfe machen, ausschimpfen, ein leidendes Gesicht machen, sich zurückziehen.
In Japan werden Kinder für Verstöße gegen soziale Regeln traditionell häufig damit bestraft, dass man sie für eine bestimmte Zeit aus dem Haus aussperrt. Da das Zusammengehörigkeitsgefühl ostasiatischer Familien sehr ausgeprägt ist, empfindet das Kind diese Strafe als besonders beschämend.

### Körperstrafen
Bestimmte Strafen sind heute in einigen Ländern gesetzlich verboten (z. B. Prügelstrafe).

### Moderne westliche Konzepte
In der westlichen Pädagogik ist bei der Sanktionierung unerwünschten Verhaltens das Bestrafen heute weitgehend vom Konzept der „Konsequenz“ ersetzt worden. Während bei der Strafe zwischen dem unerwünschten Verhalten und der Sanktion oft kein sachlicher Zusammenhang steht (Beispiel: unanständiges Wort gesagt ‒ Schläge auf die Finger), ist bei einer Konsequenz der Zusammenhang für das Kind ersichtlich (Beispiel: Skateboard nach dem Spielen nicht weggeräumt ‒ Skateboard wird für einige Tage entzogen). Bei Konsequenzen geht es nicht um Schuld und Sühne, sondern um die Einbeziehung des Kindes bei der Beseitigung von Störungen und in die Wiedergutmachung.
Die amerikanische Erziehungsbuchautorin Barbara Coloroso hat darauf hingewiesen, dass die Wirksamkeit von Konsequenzen maßgeblich davon abhänge, wie zuverlässig die Eltern diese durchsetzen: „Es ist nicht die Härte der Konsequenz, die Wirkung zeigt, es ist die Gewissheit, mit der sie erfolgt […].“ Die Psychologin und Familientherapeutin Wendy Mogel fordert, das Kind, wenn man ihm einen Verweis erteilt, nicht zu demütigen oder zu beschämen; anstelle von Strafen schlägt Mogel den Entzug von Privilegien vor.
Auch die aus der Verhaltenstherapie stammende und in Familien heute weit verbreitete Time-out-Technik zielt nicht auf Sühne, sondern auf das Entziehen von Reizen, die das unerwünschte Verhalten verstärken könnten.

### Bewertung der Strafe
In der Pädagogik (bzw. in den Erziehungswissenschaften) galt Strafe jahrhundertelang als angemessenes Mittel in der Erziehung des Kindes. Zweifel daran wurden selten geäußert. Erst in jüngerer Zeit, vor allem durch den Einfluss der exakten Psychologie – insbesondere der Lernpsychologie (siehe auch oben: Psychologie), hat sich die Bewertung der Strafe als Erziehungsmittel verändert. Auch einzelne pädagogische Konzepte lehnen Strafe als Erziehungsmittel ab.
In autokratischen (autoritären) Systemen hat Strafe immer noch einen zentralen Stellenwert. Wo Gehorsam und Unterordnung in Erziehungsprozessen verlangt werden, ist Strafe legitim und gerechtfertigt. Die Forderung nach Unterordnung des Zöglings geht grundsätzlich mit der Legitimation der Strafe einher.
Auch die Durchsetzung der Vorstellungen des Erziehenden in größeren Gruppen (Schulklassen) ist heute faktisch ohne Strafen kaum denkbar, selbst wenn der Erziehende demokratische Erziehungsnormen haben sollte. So wird die Forderung nach kleineren Lerngruppen im heutigen Bildungssystem auch verbunden sein mit der Implikation freierer Erziehung, was unter anderem auch heißt: Erziehung, in der Unterordnung und Strafe eine unbedeutende bzw. überhaupt keine Rolle spielen.
Es gibt Kritiker der Bestrafung, die argumentieren, dass die Bestrafung, die auf absichtliche Handlungen abzielt, die Menschen dazu zwingt, ihre Fähigkeit zu unterdrücken, absichtlich zu handeln. Befürworter dieses Standpunkts argumentieren, dass eine solche Unterdrückung der Absicht dazu führt, dass das schädliche Verhalten erhalten bleibt, was die Bestrafung kontraproduktiv macht.
Die Erwartung, dass Strafe das bestrafte Verhalten abbaut, ist somit nicht immer zutreffend. Strafe kann sehr unterschiedliche Auswirkungen haben. Es ist deshalb sinnvoll, die Auswirkungen des Strafens zu unterscheiden:
Strafe führt in der Regel nicht die erwünschten Verhaltensweisen herbei.
- Die Auswirkungen des Strafens können nicht im Detail kontrolliert werden.
- Da faktisch nur unregelmäßig gestraft werden kann, wird nur ein Teil des unerwünschten Verhaltens abgebaut.
- Der Erfolg ist nur kurzfristig, da der Erziehende nicht durchgängig anwesend sein kann.
- Strafen führen beim Kind nicht zur Einsicht.[36][37]
- Strafen verändert sich im Bewusstsein des Kindes.
- Häufiges Strafen wird beim stark vernachlässigten Kind eine Form des Verstärkens.
- Strafende Eltern haben Probleme, beim Kind noch positive Erlebnisse zu erzielen, selbst wenn sie es wünschen.

Strafe führt häufig zu unerwünschten Verhaltensweisen.
- Nicht nur das gestrafte Verhalten wird verändert, sondern auch das, das ähnlich ist. Zum Beispiel kann bestrafte Aggression zur Reduzierung von Aktivität des Kindes führen.
- Gestraftwerden vermindert die Flexibilität des Kindes in sozialen Situationen.
- Strafen produziert Ausweichverhalten.
- Das Kind wird durch Strafen unfähig gemacht, auf positive Zuwendung einzugehen.

Bestrafung führt zu unerwünschtem Verhalten beim Erziehenden und schadet der Beziehung.
- Der Erziehende steigert sich ins Strafen, sodass er schwer noch anders kann.
- Je häufiger bestraft wird, umso weniger ist eine Belohnungsfähigkeit möglich.
- Strafe verschlechtert die Beziehung zwischen Erziehendem und Kind.[37]
- Durch die verringerte Beziehungsqualität werden Lerneffekte erschwert oder unerwünscht verändert.

Der Pädagoge E. E. Geißler geht sogar so weit, dass er sagt, Strafen könne das Kind erziehungsunwillig oder erziehungsunfähig machen. Das intrinsische Verhalten, das in der Erziehung außerordentlich wichtig sei, werde durch das Strafen sehr erschwert, wenn nicht gar unmöglich gemacht.
Die Alternative zur Bestrafung ist laut Vorstellungen der Lernpsychologie die Verstärkung alternativer Verhaltensweisen. Werden diese Verhaltensweisen systematisch bekräftigt, entsteht mit der Zeit ein Verhaltenskomplex, der tatsächlich die bessere Alternative zu dem Verhalten sein könnte, das bestraft wird – das heißt: ein Verhalten, das der Erziehende akzeptieren kann. Diese Alternative zur strafenden Erziehung ist zudem eine humane Möglichkeit des Erziehens, die die Identität des Kindes bzw. Jugendlichen fördert; letztendlich ist sie erfolgversprechender als jegliche Art von Repression und Unterdrückung, die das Strafen verkörpert.
Kritik der Strafe
- Für das vernachlässigte Kind ist Strafe gar eine Zuwendung, die das monierte Verhalten verstärkt. So verkehrt sich die Intention der Strafe ins Gegenteil.
- Strafe wirkt vor allem, wenn der Strafende in der Nähe ist. Ist er nicht anwesend, wird die Strafe vom Kind oder Jugendlichen nicht ernst genommen.
- Strafe ist tendenziell menschenfeindlich – verbunden mit einem grundsätzlich inhumanen Menschenbild. Exzessives Strafen behindert zudem eine angemessene Entwicklung des Kindes und ist entwicklungspsychologisch/pädagogisch kontraproduktiv.

Letzterer Sachverhalt führt zu der Überlegung, ob Strafen in der Erziehung nicht grundsätzlich abzulehnen seien. Peter Köck und Hans Ott fordern, dass Strafe das allerletzte Mittel sein soll, die Notbremse, wenn alle anderen Erziehungsmaßnahmen nicht erfolgreich waren. Wann immer es möglich sei, soll Strafe vermieden werden bzw. begründet werden können. Ansonsten sei es naheliegend, Strafe als Willkürakt zu interpretieren. Bei materiellen Schäden sei die Wiedergutmachung durch das Kind oder den Jugendlichen eher angebracht als die Strafe. Köck und Ott äußern die Vermutung, dass die Pädagogik bei der Verhängung schwerer Ordnungsmaßnahmen auch an ihren Grenzen angelangt sei.
A. S. Neill beurteilt Strafe: „Prügelstrafe ist vom Übel, weil sie dem Haß entspringt und grausam ist. Sie ist eine unbewusste und sexuelle Perversion.(…) Da die Religion das lasterhafte Fleisch haßt, ist die Prügelstrafe in religiösen Gegenden besonders beliebt.() Derjenige, der die Schläge austeilt, haßt sich selbst und projiziert seinen Haß auf das Kind.“
Anton Semjonowitsch Makarenko ist nicht davon überzeugt, dass die Strafe eine heilbringende Wirkung habe. Aber wo eine Strafe unerlässlich sei, müsse sie gegeben werden. In diesem Fall sei sie geradezu eine Pflicht, schreibt Makarenko.

## Geschichte

### Griechische Antike
Im antiken Griechenland bestand keine Systematik an Freiheitsstrafen. Teilweise waren auf bestimmte Vergehen eine bestimmte Strafe festgelegt (sogenannte dikai atimetoi), für die übrigen hatte das Geschworenengericht in einem zweiten Verfahren die Strafe festzulegen. Unbekannt war die Freiheitsstrafe, und auch Zwangsarbeit war zumindest in der Geschichte Athens unbekannt. Soweit Quellen von der Verbannung sprechen, ist umstritten, ob diese eine eigene Strafform darstellte. Es war nämlich durchaus möglich, sich während des Verfahrens der Strafe durch Flucht zu entziehen. Wahrscheinlich die häufigste Form der Körperstrafen waren Formen der Todesstrafe. Zunächst wurde die Todesstrafe durch das Werfen in einen Abgrund vollzogen (barathron), wobei es nicht geklärt ist, ob es sich hierbei um die eigentliche Vollstreckung der Todesstrafe oder um die anschließende Entsorgung der Leiche des Hingerichteten gehandelt hatte. Im 4. vorchristlichen Jahrhundert gab es dann zwei Formen der Todesstrafe: der bekannte Schierlingsbecher als die angenehmere Form und der apotympanismos, bei dem der Delinquent auf einem Holzpfahl angekettet und dem Verhungern und Verdursten preisgegeben wurde. Neben der Todesstrafe bestanden Geldstrafen oder Strafen, die auf die Ehre des Opfers ausgerichtet waren. So kannten die Athener das fünftägige Stehen am podekakke, einem Pranger wegen Diebstahls oder die Verurteilung zur Ehrlosigkeit (Atimie), vor allem wegen Verletzungen der Bürgerpflichten.

### Römische Antike
Für die Zeit der römischen Republik liegen für die Bestrafung der gewöhnlichen Kriminalität keine Quellen vor. Die Quellen, etwa die Reden Ciceros beziehen sich nicht auf gewöhnliche Kriminalität. Zwar wird von Autoren der ausgehenden Republik von einem Verzicht auf die Todesstrafe gesprochen, gleichwohl wird angenommen, dass dies nur die Ober- nicht aber die Unterschicht, Sklaven und Ausländer betraf. Bei Angehörigen der Oberschicht war es, wenn sie wegen eines Kapitaldeliktes angeklagt waren, üblich, ihnen die Möglichkeit des Exils einzuräumen. Aus den Satiren des Horaz (Hor. Sat. 1, 8, 14 ff.), laut denen auf dem Esquilin in der frühen Regierungszeit des Augustus eine große Anzahl von Hinrichtungen vorgenommen wurde, kann geschlossen werden, dass dies auch zur Zeit der Republik üblich war.

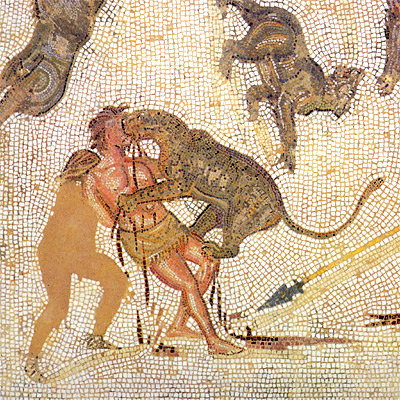
Zeitgenössische Darstellung der Vollstreckung der Verurteilung ad bestias in einem Mosaik

In der römischen Kaiserzeit war den Prokonsulen und Proprätoren als Provinzstatthaltern relativ frei in der Bestimmung des Strafmaßes, soweit nicht kaiserliche Anweisungen vorlagen. Gesichert ist, dass auch die Römer, wie die Griechen, keine Freiheitsstrafe in unserem Sinne kannten. Häufig kam es allerdings zur Verurteilung zur Zwangsarbeit. Hierbei war zwischen einer Verurteilung zur Zwangsarbeit in Bergwerken (metallum) und einer Verurteilung zur Zwangsarbeit am opus publicum (z. B. Arbeit am Straßen- oder sonstigem Bau) zu unterscheiden. Die zur Arbeit in den Bergwerken Verurteilten waren rechtlich Sklaven gleichgestellt, durften etwa nicht erben, durften wie Sklaven gezüchtigt werden und mussten Ketten tragen. Für die übrigen zur Zwangsarbeit Verurteilten ergab sich aus der Verurteilung keine personenrechtliche Änderung ihres Status. Auffällig ist, dass zwischen Bestrafungen der privilegierten Schichten (honestiores) und der weniger privilegierten Schichten (humiliores, Personen, die nicht das römische Bürgerrecht hatten, und Sklaven) unterschieden wurde. Die privilegierten Schichten wurden durch Enthauptung hingerichtet, was allerdings nur selten und bei ungewöhnlich schweren Delikten (Hochverrat, Vatermord) praktiziert wurde. Für die unteren Schichten waren verschiedene Formen der verschärften Todesstrafe vorgesehen. So gab es die crematio, nach dem Zwölftafelgesetz die Hinrichtung durch Verbrennen für Brandstiftung. Eine andere Strafe, die ursprünglich für Sklaven vorgesehen war, aber im Laufe der Kaiserzeit auch auf andere Bevölkerungsschichten, wie Freie ohne römisches Bürgerrecht, ausgedehnt wurde, war die Kreuzigung. Große Bedeutung hatte auch die Verurteilung zur Teilnahme an Gladiatorenspielen (damnatio ad ferrum) und zu Tierhatzen in den Arenen (damnatio ad bestias). Privilegierte Personen hatten allenfalls die Deportatio oder Relegatio zu befürchten. Erstere war in der Regel mit dem wirtschaftlichen Ruin und dem Verlust des Bürgerrechtes verbunden, letztere war zeitlich begrenzt und die Betroffenen hatten keine personenrechtlichen Folgen zu befürchten.

### Mittelalter

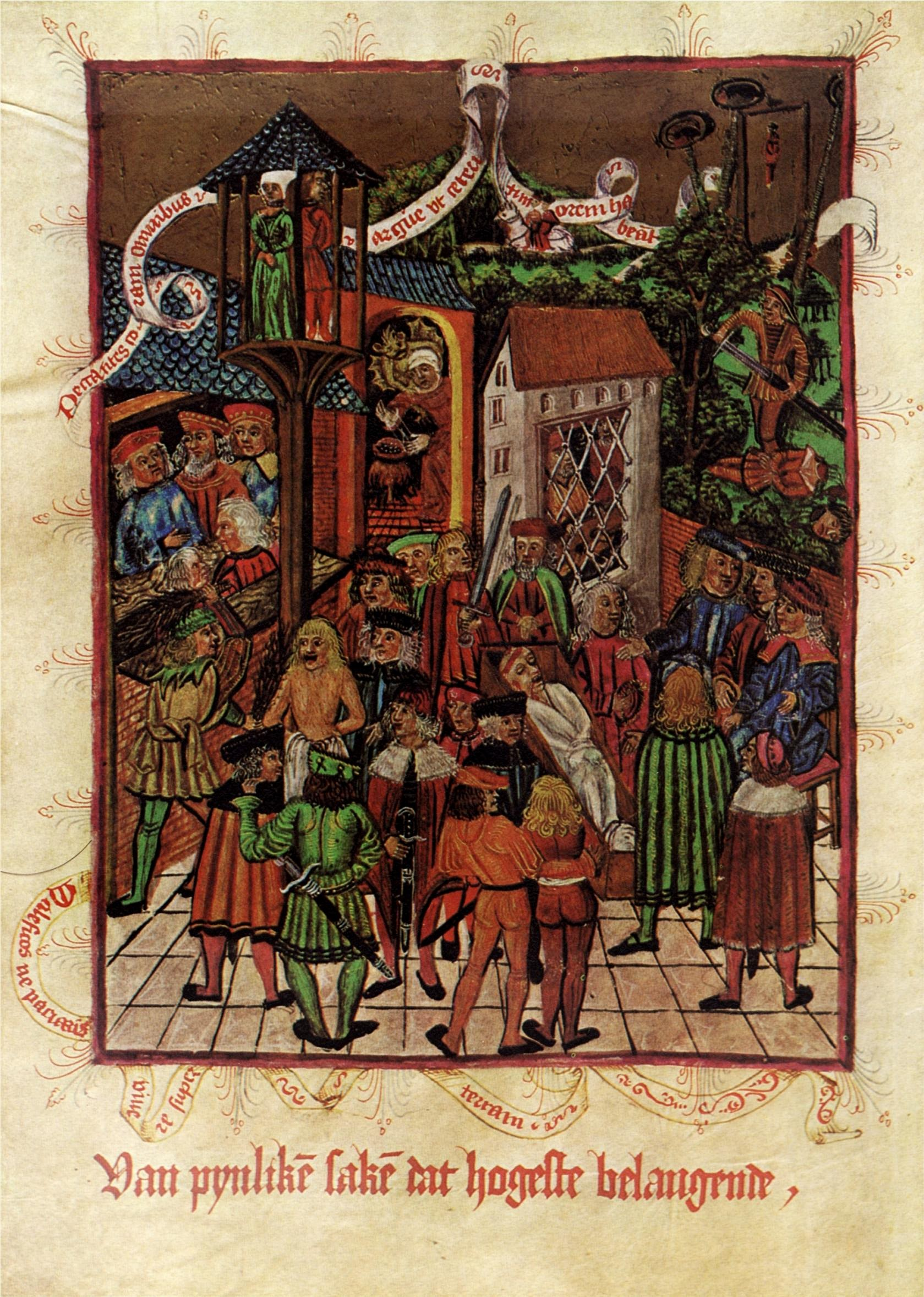
Strafen des ausgehenden Mittelalters (Hamburger Stadtrecht, 1497). Vermutlich von Absolon Stumme

Das Mittelalter kannte Körper-, Ehr- und Geldstrafen. Freiheitsstrafen im heutigen Sinne kamen erst im 16. Jahrhundert und damit erst der Frühen Neuzeit auf. Den Freiheitsstrafen des Mittelalters zuzurechnen sind lediglich das Exil oder in milderer Form die Verweisung aus einem Territorium für beschränkte Zeit.
Die mittelalterlichen Richter konnten bei der Rechtsfindung freier bei der Wahl der zuzubilligenden Strafe handeln, als neuzeitliche und moderne Richter. Entsprechend mittelalterlicher Vorstellungen wurden daher oft Strafen gewählt, die auch symbolhaften Charakter hatten. Typisch war die Wahl „spiegelnder“ Strafen. Bei diesen sollte das bestrafte Unrecht sich in der Strafe widerspiegeln. Theoretisch begründet wurde dies durch das biblische Talionsprinzip („Auge um Auge“), diente aber auch der Volkserziehung und der Volksbelustigung.

#### Ehrenstrafen

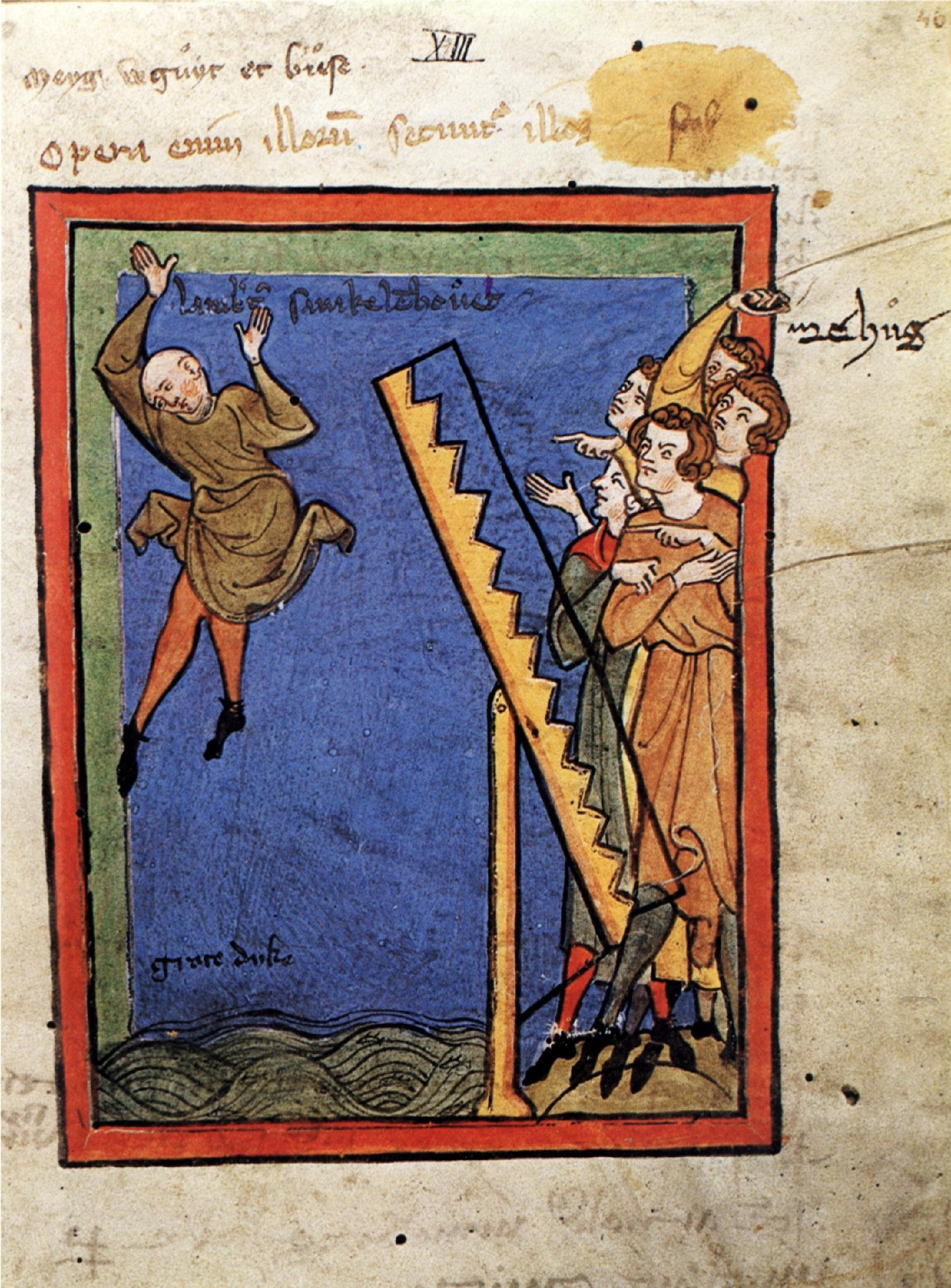
Das „Wippen“, eine Ehrenstrafe für Garten- und Felddiebe (Soester Nequambuch, 14. Jahrhundert)

Bei den Ehrenstrafen sind zunächst die von der Halsgerichtsbarkeit ausgesprochenen Strafen von denen der Niedergerichtsbarkeit zu unterscheiden. Die von der Niedergerichtsbarkeit ausgesprochenen Strafen (z. B. das Tragen der Schandmaske oder des Lästersteins) setzten den Delinquenten dem Hohn und Spott aus, aber neben den von dem Bestraften zu bezahlenden Kosten waren darüber hinaus keine weiteren Folgen mit der Strafe verbunden. Anders verhielt es sich mit dem der höheren Halsgerichtsbarkeit vorbehaltenen Ehrenstrafen, wie etwa dem Pranger. Mit dem Pranger war nicht nur die Erniedrigung, sondern oft auch darüber hinausgehende Folgen verbunden. Der Pranger selbst diente dabei nicht nur der Bestrafung, sondern auch dazu, den Straftäter allgemein bekannt zu machen und die Öffentlichkeit so zu schützen. Hierzu diente etwa auch das vorherige Herumführen des Bestraften an der Halsgeige. Die Folge der Prangerstrafe war oft der Verlust der bürgerlichen Ehre und damit die Rechtlosigkeit. Der Entehrte konnte keinem „ehrlichen“ Beruf mehr nachgehen. Verbunden wurden diese Strafen häufig auch mit der Verweisung aus einer Stadt, teilweise auch der Brandmarkung und damit weiteren Kennzeichnung des Straftäters. Die zu Ehrenstrafen Verurteilten mussten häufig auch Symbole der Straftat tragen, wegen derer sie verurteilt worden waren. Insgesamt kam der Wahl der Mittel der Ehrenstrafe auch starke symbolische Bedeutung über die Strafe hinaus zu. So gab es das Schupfen, das öffentliche Untertauchen des Verurteilten an der Schuppe oder Wippe: Mit der Bestrafung sollten sogleich die Sünden abgewaschen werden.

#### Spiegelnde Strafen
Im christlichen Mittelalter und im Islam noch länger, teilweise bis heute wurden Spiegelstrafen praktiziert, die das vorausgegangene Vergehen auf gleiche Weise erwidern sollten. Meist handelte es sich um Körperstrafen wie das Handabhacken für Diebstahl.

#### Todesstrafen
Bei der Todesstrafe galt bei den häufigeren Arten der Todesstrafe das Hängen, zumeist am Galgen als ehrlose Strafe, das Enthaupten, in der Regel mit dem Richtschwert, als ehrenvollere Variante. Symbolhaft mit einer Reinigung von mit der Straftat verbundenen Sünden verbunden waren Hinrichtungen durch Ertränken oder Verbrennung auf dem Scheiterhaufen. Bei der Verbrennung spielte auch die vollständige körperliche Vernichtung des Straftäters, zum Beispiel bei Hexerei, eine Rolle. Als spiegelnde Strafe war das Sieden für Falschmünzerei bekannt, da die Geldfälschung durch Siedevorgänge betrieben wurde.

#### Tierprozesse
Mittelpunkt der Bestrafung im Mittelalter war die Sühne des durch die Tat geschaffenen Bruchs der göttlichen Ordnung. Dies führte dazu, dass auch Tiere, wenn sie gegen Strafbestimmungen verstießen, vor Strafgerichte gestellt wurden. Hierbei wurden tendenziell einzelne Haus- und Nutztiere von weltlichen Strafgerichten abgeurteilt, größere Gruppen von Schädlingen wurden eher vor der kirchlichen Gerichtsbarkeit abgehandelt und mit Kirchenstrafen (z. B. Exkommunikation, Bann) belegt. Geläufig waren Prozesse gegen Hausschweine, die sich frei in Haus und Hof bewegen durften und am ehesten dabei Schaden anrichteten. Die Praxis der Tierprozesse hielt sich noch bis weit in die Frühe Neuzeit und teilweise bis in das 19. Jahrhundert.

### Frühe Neuzeit
Die Subjektivierung des Strafbegriffs in der Frühen Neuzeit ging von der Theologie aus. Während die Beichtjurisprudenz des 13. Jahrhunderts noch schuldunabhängige strafrechtliche Sanktionen kannte und auch bei Sanktionen gegen Tiere und Sachen von „Strafen“ sprach, entwickelte Thomas von Aquin einen dreiteiligen Strafbegriff: Er unterschied zwischen der Strafe im eigentlichen Sinne (poena in se, poena ratione poenae), der Besserungsstrafe (poena medicinalis) und der Wiedergutmachungsstrafe (poena satisfactoria). Eine Tendenz zur Verengung des Strafbegriffs auf den Begriff der Schuldstrafe ist damit bei Aquin zwar vorhanden, aber die Konsequenzen daraus wurden erst im 16. Jahrhundert von der Spanischen Spätscholastik gezogen. Der spanische Franziskaner Alfonso de Castro (1495–1558) entwickelte den Begriff der „echten Strafe“ (poena vere), den er anderen Übeln (afflictiones) gegenüberstellte. Zugleich stattete Castro die Strafe mit einem sittlichen Vorwurf aus, mit dem Anspruch, der Täter habe sich für seine Tat schuldig zu fühlen. Diese Lehre wurde von den Kanonisten Martin de Azpilcueta und Diego de Covarrubias y Leyva an das weltliche Strafrecht vermittelt. Indem für die sonstigen „Übel“ andere Bezeichnungen gefunden werden mussten, wurde das „Strafrecht“ zunehmend von Elementen des „Zivilrechts“ oder „Polizeirechts“ befreit.